# Incahuasi
Incahuasi (pronúncia espanhola: [iŋkaˈwasi]) é um pico localizado na fronteira da Argentina com o Chile. Ele possui 6,621 metros de altitude, sendo, de acordo com a pesquisa do montanhista Maximo Kausch, a décima segunda montanha mais alta dos Andes. O Incahuasi se localiza na Cordilheira dos Andes, na região da Puna do Atacama, que é um extenso planalto vulcânico entre o Norte do Chile e da Argentina que pode ser considerado como a parte Sul do Altiplano da Bolívia.
O Incahuasi é na verdade um estratovulcão, assim como as montanhas ao seu redor, dais quais se destaca o Ojos del Salado.
Ele foi primeiramente escalado pelo geógrafo alemão, a serviço do Instituto Geográfico Militar argentino Walther Penck, criador de importantes teorias da Geomorfologia no ano de 1913. No entanto há diversos indícios que o mesmo já tivesse sido escalado por povos pré colombianos. 
Incahuasi está localizado a nordeste de Ojos del Salado, o vulcão mais alto do mundo. Ambos os vulcões são encontrados no extremo sul da zona vulcânica central dos Andes. Eles junto com El Fraile, El Muerto, Nevado Tres Cruces e El Solo formam uma cadeia vulcânica de 50 km de comprimento. A área é dominada por vulcões que estavam ativos há 1,5 milhões de anos. Também localizado perto de Incahuasi estão o Falso Azufre e Nevado San Francisco. Sugeriu-se que uma cadeia perpendicular de vulcões incluindo Ojos del Salado pode ser a conseqüência da subducção da crista de Juan Fernandez na trincheira Peru-Chile. O vulcanismo na área remonta ao Oligoceno e ao Mioceno, quando o principal arco vulcânico estava localizado a 40 quilômetros (25 mi) a oeste no Cinturão de Maricunga. Há entre 9 e 6 milhões de anos a atividade vulcânica no cinturão de Maricunga diminuiu e, eventualmente, cessou. Simultaneamente, o retroarco experimentou aumento da atividade vulcânica. 